# روش تدریس آزمایشگاهی
روش تدریسی بر پایه رویکرد اکتشافی که یادگیرنده خود با موضوع یادگیری تماس مستقیم داشته و تجربه‌های دست اول کسب می‌کند. این روش در ابتدا بر پایه روش علمی و برای تدریس علوم تجربی ایجاد شد ولی پس از آن برای مواد درسی همچون ریاضیات، علوم اجتماعی، روانشناسی و سایر دورس علوم انسانی استفاده شد. باید توجه نمود که این روش تدریس با روش تدریس نمایشی تفاوت‌های بسیاری داشته و تنها انجام آزمایش در طی تدریس نشانه استفاده از این روش نیست.
به عبارت دیگر: روش تدریس آزمایشگاهی به آن نوع فرآیند آموزشی گفته می شود که در آن، علت، معلول، ماهیت و خواص هر پدیده ای (اعم از اجتماعی، روانی و یا فیزیکی) تحت شرایط کنترل شده، از طریق آزمایشگاهی و باتجربی مشخص معلوم می شود.
با توجه به این تعریف، به راحتی میتوان روش تدریس آزمایشگاهی را به آموزش سایر زمینه های درسی تعمیم داد..

## تاریخچه
پستالوژی بنیانگذار روش تدریس آزمایشگاهی است. او تاکید داشت:
آموزش باید بیشتر عملی باشد تا لفظی و یادگیری باید به روش تحلیلی انجام گیرد؛ شناخت اشیای حقیقی و نظریه های واقعی باید بر علایم و کلمات مقدم باشد.
ژان ژاک روسو صاحب نظر نامدار مسایل اجتماعی، با الهامی از فلسفه پستالوژی در سال ۱۷۶۲ میلادی، “امیل” را بانظریات جدید آموزشی در زمینه آموزش کودکان، به رشته تحریر در آورد.
فلسفه ای که پستالوژی در امر آموزش بنیان نهاد، روش تدریس در دوره ابتدایی را به طور کلی متحول ساخت و امروزه از او به عنوان پدر آموزش جدید یاد میشود.
پستالوژی پدر آموزش جدید است
پستالوژی در ساعات تدریس درس جغرافیا، کودکان را به گردش می برد تا آنان از نزدیک، پدیده های پیرامون زندگی خود را ببینند.
او حتی با استفاده از انواع ماکت هایی که با گل درست می کرد، کودکان را با شکل ظاهری کوهها و جریان رودخانه ها آشنا می کرد.
همچنین برای آموزش ریاضیات به کودکان، بیشتر از اشیای عینی و قابل لمس استفاده می کرد؛زیرا عقیده داشت که مفاهیم مجرد و انتزاعی تنها پس از درک مفاهیم واقعی و عینی قابل درک میشود.
یک قرن پس از پستالوژی، معلمان آمریکایی، تجربیات و روشهای آموزشی او را در زمینه های مختلف درسی به کار گرفتند که به طور کلی از همه آنها تحت عنوان «روش تدریس آزمایشگاهی » یاد می شود.

## شرایط اجرا
باید در طی اجرای این روش به نکات زیر توجه کرد:
- اول ایمنی، بعد انجام آزمایش!
- آزمایش‌ها باید تا حد امکان با وسائل ساده و دست‌ساز دانش‌آموزان و توسط آنها انجام شود.
- در موارد کار  با آتش، مواد آتش‌زا و خطرناک معلم خود آزمایش را انجام دهد.
- قبل از اجرا باید به مهارت‌های فرایندی توجه نموده و مطمئن شد که دانش‌آموزان از مهارت لازم برخوردارند.
- قبل از تدریس باید معلم خود آزمایش را انجام داده و از شرایط انجام آن آگاه باشد.

## مراحل اجرا
- پیش از تدریس: شامل تعیین هدف‌ها و استراتژی و تهیه وسائل و مواد لازم است.
- حین تدریس: شامل انجام آزمایش با استفاده از مهارت‌های فرایندی تا بدست آمدن نتیجه آزمایش‌ها است.

در این مرحله معلم دانش‌آموزان را هدایت می‌کند تا بر اساس روش علمی خود به کاوش بپردازند. 
- جمع بندی: دانش‌آموزان درباره مشاهدات خود و نتایج حاصل بحث می‌کنند و معلم آنها را برای رسیدن به نتیجه نهایی هدایت می‌نماید.